# 베이트틈새얼굴박쥐
베이트틈새얼굴박쥐(Nycteris arge)는 틈새얼굴박쥐과에 속하는 박쥐의 일종이다. 자틈새얼굴박쥐와 아주 혼동을 일으킨다. 아프리카 여러 지역에 걸쳐 널리 분포하며, 흔하게 발견되고 숲과 사바나 지역에 서식한다.